# Schleuse Horst
Die Schleuse Horst ist eine Schleuse an der Ruhr im Essener Stadtteil Burgaltendorf, gegenüber von Essen-Horst gelegen. Sie wurde auf Veranlassung von König Friedrich II. als eine von insgesamt 16 Ruhrschleusen errichtet.

## Geschichte
König Friedrich II. ließ von 1774 bis 1780 die Ruhr schiffbar machen, und so wurde hier vom Freiherrn von Wendt in den Jahren 1774/75 ein Wehr (Schlagd) zur Aufstauung und Schiffbarmachung und eine Schleusenkammer am linken Flussufer errichtet. Es war eine von insgesamt 16 Ruhrschleusen zwischen Langschede und Werden, die wichtig für den Kohlentransport des Steinkohlenbergbaus an der Ruhr waren. Die Schleuse besteht heute aus Ziegelsteinmauerwerk mit Abdeckplatten aus Naturstein. 
Nachdem sie 1982 Eigentum des Landes Nordrhein-Westfalen wurde, stellte man sie 1984 unter Denkmalschutz und restaurierte sie aufwändig. Dazu mussten die Kammerwände verstärkt, der Untergrund befestigt und die Schleuse um zwei Meter vertieft werden. Dann baute man neue Tore mit Stahlrahmen und Holzbeplankung in Anlehnung an die Originale ein. Das Schleusenwärterwohnhaus ist nicht mehr vorhanden.

## Heutiger Zustand
Neben der Schleuse wurden 1990 eine Fischtreppe und eine Bootsgasse angelegt.
Anfang Mai 2019 wurde durch das Steeler Archiv und den Heimat- und Burgverein Burgaltendorf eine Tafel mit geschichtlichen Hintergrundinformationen zur Schleuse am vorbeiführenden Rad- und Fußweg aufgestellt.
Auf der gegenüber liegenden Uferseite, am anderen Ende des Wehres, befindet sich das Wasserkraftwerk Horster Mühle, das zusammen mit dem Wehr und der Schleuse ein denkmalgeschütztes technisches Ensemble bildet.